# Lisa Børud
 (novembre 2018).
Si vous disposez d'ouvrages ou d'articles de référence ou si vous connaissez des sites web de qualité traitant du thème abordé ici, merci de compléter l'article en donnant les références utiles à sa vérifiabilité et en les liant à la section « Notes et références ».
Lisa Børud, née le 23 février 1996, est une chanteuse et danseuse norvégienne.

## Biographie
Lisa Børud  est la fille d'Elin et Thomas Børud. Thomas est le fils d'Arnold Børud et a participé aux groupes chrétiens Børudgjengen et à Arnold B Family. 
Arnold Børud écrit les paroles des chansons, tandis que les mélodies sont faites par le père, qui est aussi producteur. Les chansons parlent surtout de Jésus, d'amis, d'école, de chant et de danse. À l'été 2001, Lisa Børud enregistre son premier album, Lisa Børud. Au printemps 2003 , le deuxième album était Hjertevenn, qui parle d’un enfant des rues de Bolivie. 
Le 21 avril 2018, elle a été choisie pour danser pour Alexander Rybak au Concours Eurovision de la chanson 2018.